# 부닌스카야 알레야역
부닌스카야 알레야 역(러시아어: Бунинская аллея)은 모스크바 지하철 부톱스카야 선의 남쪽 종착역이자, 모스크바 메트로에서 최남단 역이다. 2003년 12월 27일에 개장했으며, 역의 이름은 러시아의 작가 이반 부닌의 이름을 딴 인근 거리에서 유래했다.

## 구조
부닌스카야 알레야 역은 1면 2선 섬식 승강장의 구조를 갖는 지상 역사이다. 플랫폼 길이는 90m, 플랫폼 너비는 7m, 플랫폼 높이는 9.6m이다.
플랫폼은 여러 쌍의 금속 막대가 지탱하는 구조로 강우로부터 보호된다.

## 계획
남쪽으로 3개 역사가 더 연장될 예정이다.